# (136432) Allenlunsford
(136432) Allenlunsford est un astéroïde de la ceinture principale.

## Description
(136432) Allenlunsford est un astéroïde de la ceinture principale. Il fut découvert le 3 mars 2005 aux monts Santa Catalina par le programme CSS. Il présente une orbite caractérisée par un demi-grand axe de 2,43 UA, une excentricité de 0,19 et une inclinaison de 3,8° par rapport à l'écliptique.